# Haftreifen

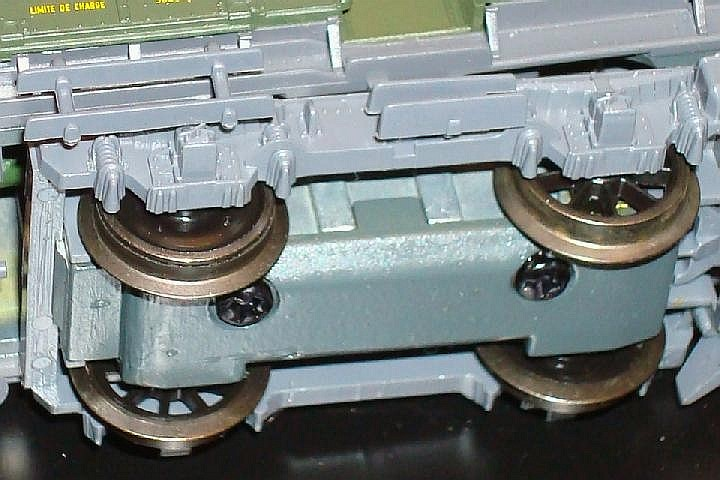
Haftreifen an einer Roco Lokomotive der Spur H0.

Der Haftreifen ist eine Art Gummiring, der sich bei Triebfahrzeugen von Modelleisenbahnen in einer Nut der Lauffläche eines Treibrades befindet. 

## Zweck
Zweck dieser Anordnung ist die Verbesserung der Zugkraft durch Erhöhung des Reibwertes am Rad. 
Haftreifen werden zumeist werksseitig angebracht. Da sie einen leicht taumelnden Lauf der Achse verursachen können und die Stromaufnahme behindern, werden bei den meisten Modellfahrzeugen nur jeweils ein oder zwei Haftreifen angebracht.

## Probleme
Das Hauptproblem bei der Verwendung von Haftreifen ist deren Abrieb. Dieser lagert sich auf den Gleisen ab und gelangt so auf die Räder anderer Loks, welche diese Gleise befahren. Dies führt im Extremfall dazu, dass die Loks bereits nach wenigen Minuten anfangen zu ruckeln und die Radsätze gereinigt werden müssen. Dieses Problem tritt insbesondere bei Zweileiter-Gleichstrombahnen auf, da hier die (verschmutzten) Schienen zur Stromaufnahme dienen. Um dieses Problem zu umgehen, gibt es folgende Möglichkeiten:
- Die Modelle werden herstellerseitig nicht mit Haftreifen ausgerüstet. Auch ohne Haftreifen sind die meisten Modellbahnloks ab einem bestimmten Minimalgewicht imstande, mehrere Meter lange Züge (Spur H0) zu befördern. Voraussetzung dafür ist allerdings der Antrieb aller Achsen. Dieses Prinzip ist in Amerika gängig (dort sind Haftreifen vollkommen unbekannt) und wird in Europa bislang nur von wenigen Hersteller bei Lokomotiven mit mehr als 2 Achsen angewendet, z. B. bei allen Modellen von Kleinbahn und den meisten Modellen der Piko-Hobby-Serie.

- Die Modelle werden so konstruiert, dass man sie wahlweise sowohl mit als auch ohne Haftreifen betreiben kann. Die Nuten zur Aufnahme der Haftreifen sind so bemessen, dass es keine Auswirkung auf das Fahrverhalten hat, wenn die Haftreifen fehlen. Auch hier ist ein bestimmtes Minimalgewicht und Allachsantrieb erforderlich. Die Loks von Roco, Piko und Mehano sind in der Regel so konstruiert, haben ein Metallchassis und erreichen so das nötige Gewicht.

- Problematisch sind hingegen Loks, die eine derart tiefe Haftreifennut besitzen, dass der Spurkranz des Rades nach Entfernung des Haftreifens bis auf die Schienenschwellen reicht. Dieses Problem lässt sich nur durch einen Achsentausch in den Griff bekommen, der allerdings Fachkenntnisse und Spezialwerkzeuge erfordert. Im Falle von fehlendem Allachsantrieb genügt das allerdings nicht, da die Zugkraft der Lok stark abnimmt. Ein Einsatz derartiger Loks, die vor allem von Fleischmann angeboten werden, kann daher auf einigen Strecken problematisch sein.